# David Pearey
David Pearey (ur. 1948) – gubernator Brytyjskich Wysp Dziewiczych od 18 kwietnia 2006. Na stanowisko został mianowany przez królową Elżbietę II, za radą brytyjskiego parlamentu, by reprezentować jej nominalną władzę na wyspach. Do funkcji gubernatora należy m.in. powoływanie szefa ministrów (premiera).